# Heute gehn wir bummeln
Heute gehn wir bummeln ist ein deutsches Musik- und Revuelustspiel aus dem Jahre 1961. Unter der Regie von Erik Ode spielen Marika Rökk und Bibi Johns die Hauptrollen.

## Handlung
Oskar Gessler hat ein großes Problem. Der Geschäftsführer eines Hauses für Baby-Ausstattung wurde einst nur deswegen mit diesem Spitzenposten betraut, weil sein amerikanischer Boss, Mr. Brown, leitende Posten grundsätzlich nur an Familienvorstände mit zahlreichen Kindern vergibt. Dies ist ungeschriebenes Firmengesetz und bei den Produkten, die man an die Frau bringen will, auch eine Frage der Glaubwürdigkeit gegenüber dem Kunden. Nun ist Gessler aber alleinstehend und hat seinem Chef stets den Familienvater vorgespielt.
Da erreicht ihn die Hiobsbotschaft, dass Mr. Brown sich nebst Gattin demnächst zu einem Besuch angekündigt hat. Oskar sieht sich genötigt, seinem Chef eine Ehefrau und fünf Kinder vorzuschwindeln. Eine „Ehefrau“ samt Familie muss schnellstens organisiert werden. Er bittet daher seine frühere Freundin Marika, ihm auszuhelfen und für einige Zeit seine Ehefrau zu spielen. Fünf Kinder „leiht“ er sich kurzerhand von ihren Kolleginnen aus. Eine Zeitlang geht der Betrug gut, aber bald überkommt Mr. Brown das Gefühl, dass hier nicht alles mit rechten Dingen zugeht. Schließlich fügen sich aber die Dinge zum genreüblichen Happy End.

## Produktionsnotizen
Heute gehn wir bummeln wurde im Filmatelier Göttingen sowie in Göttingen (Bahnhof, Groner Straße, Schlözerweg), Hamburg (Reeperbahn) und Bad Oeynhausen gedreht. Der Film wurde am 1. Dezember 1961 in Hamburg uraufgeführt.
Dies war Erik Odes letzte Kinofilmregie. Noch im selben Jahr wandte er sich voll und ganz der Arbeit (vor wie hinter der Kamera) beim Fernsehen zu. Hermann Höhn hatte die Herstellungsleitung, Gustl Gotzler die Produktionsleitung. Die Bauten wurden von Hanns H. Kuhnert entworfen und von Max Vorwerg umgesetzt. Heinz Martin sorgte für den Ton. Hans Jura hatte die Kameraführung unter Willy Wintersteins Chefkamera. Paul Seltenhammer entwarf die Kostüme. Kurt Feltz lieferte die Texte zu Hazy Osterwalds Kompositionen.

## Kritiken
„Von jedem etwas und darum nichts Ganzes: Familienkomödie, Musical, Revue. Und viel deutsches Gemüt. Das ist die vorwiegend alberne Mischung Lustspiel, von Eric Ode, wenn auch nicht sehr originell, so doch schwungvoll dargebracht. Die Akteure werden von der unermüdlichen Marika Rökk angeführt, die noch gehörig herumwirbelt.“

Im Lexikon des Internationalen Films heißt es: „Anspruchsloses Verwechslungslustspiel, ausgefüllt mit dem handelsüblichen Maß an Schlagern, Revue-Nummern und Klamauk, aber eben auch mit Anzüglichkeiten, Albernheiten und peinlichen Rühreffekten.“